# Budrovac Lukački
Budrovac Lukački falu Horvátországban Verőce-Drávamente megyében. Közigazgatásilag Lukácshoz tartozik.

## Fekvése
Verőce központjától légvonalban 9, közúton 13 km-re, községközpontjától légvonalban 4, közúton 6 km-re északkeletre, Nyugat-Szlavóniában, a Drávamenti-síkságon fekszik. Három fő településrésze Stari Red, Novi Red és Pemija. Közülük Pemija a legrégebbi, később épültek Stari Red házai, míg a legutoljára Novi Red épült fel.

## Története
Miután 1684-ben Verőcét felszabadították a török uralom alól területe majdnem teljesen lakatlan volt és rengeteg szántóföld maradt műveletlenül. Ezért a bécsi udvar elhatározta, hogy a földeket a betelepítendő családok között osztja fel. A kihalt területre a 17. század utolsó évtizedétől főként Kapronca, Kőrös és Szentgyörgyvár vidékéről telepítettek be horvát ajkú lakosságot. A falu Szlavónia népességének 1698-as összeírásában már szerepel.
Az első katonai felmérés térképén „Dorf Budrovacz” néven találjuk. Lipszky János 1808-ban Budán kiadott repertóriumában „Budrovacz” néven szerepel. Nagy Lajos 1829-ben kiadott művében „Budrovacz” néven 32 házzal, 183 katolikus vallású lakossal találjuk.
A település Verőce vármegye Verőcei járásának része volt. A falunak 1857-ben 413, 1910-ben 393 lakosa volt. Az 1910-es népszámlálás szerint a lakosság 94%-a horvát, 6%-a magyar anyanyelvű volt. Az I. világháború után 1918-ban az új szerb-horvát-szlovén állam, majd később (1929-ben) Jugoszlávia része lett. Az utakat az 1960-as években aszfaltozták és ekkor vezették be az áramot is. 1991-ben 160 főnyi lakosságának 92%-a horvát nemzetiségű volt. 2011-ben falunak 138 lakosa volt, akik főként mezőgazdasággal foglalkoztak és a közeli Verőce üzemeiben dolgoztak.

## Lakossága
| Lakosság változása | Lakosság változása | Lakosság változása | Lakosság változása | Lakosság változása | Lakosság változása | Lakosság változása | Lakosság változása | Lakosság változása | Lakosság változása | Lakosság változása | Lakosság változása | Lakosság változása | Lakosság változása | Lakosság változása | Lakosság változása |
| ------------------ | ------------------ | ------------------ | ------------------ | ------------------ | ------------------ | ------------------ | ------------------ | ------------------ | ------------------ | ------------------ | ------------------ | ------------------ | ------------------ | ------------------ | ------------------ |
| 1857               | 1869               | 1880               | 1890               | 1900               | 1910               | 1921               | 1931               | 1948               | 1953               | 1961               | 1971               | 1981               | 1991               | 2001               | 2011               |
| 413                | 487                | 401                | 407                | 376                | 393                | 365                | 383                | 331                | 318                | 308                | 250                | 202                | 160                | 154                | 138                |

(1857-ben Rit, 1869-ben pedig Zrinj Lukački lakosságát is ide számították.)

## Nevezetességei
Assisi Szent Klára tiszteletére szentelt római katolikus kápolnája.

## Oktatás
A gyermekek a gornje bazjei elemi iskolába járnak.